# Blank Space
"Blank Space" é uma canção da artista musical estadunidense Taylor Swift para o seu quinto álbum de estúdio, 1989. Composta pela artista com os colaboradores Max Martin e Shellback, tendo sido também produzida pelos dois últimos. Foi lançada oficialmente como o segundo single do disco em 10 de novembro de 2014 pela Big Machine Records, e promovida pela Republic Records. A sua gravação ocorreu em 2014 nos MXM Studios em Estocolmo, Suécia, e nos Conway Recording Studios, em Los Angeles, Estados Unidos. No mesmo dia seu lançamento, foi enviada para várias estações de rádio estadunidenses. Foi posteriormente comercializada em formato físico e digital. Em 2023, após uma disputa acerca da posse de seus masters, foi lançada uma regravação de "Blank Space", com o subtítulo "Taylor's Version", e incluída como parte do álbum de regravação de 1989.
Em termos musicais, "Blank Space" é uma canção electropop com um andamento moderado de 96 batidas por minuto, enquanto o seu conteúdo lírico satiriza a percepção da mídia sobre os relacionamentos de Swift. Seu arranjo inclui o uso de percussão, teclados, guitarra acústica, baixo e programação. "Blank Space" recebeu revisões positivas dos críticos especializados em música contemporânea; alguns deles elogiaram a maturidade musical e lírica de Swift, enquanto outros avaliaram-na como o destaque do disco e uma das mais agradáveis da intérprete. Foi incluída em listas compilando as melhores músicas de 2014, constando na 357.ª colocação da compilação das 500 melhores canções de todos os tempos, pela revista Rolling Stone. Consequentemente, recebeu três indicações aos Grammy Awards, entre elas Canção e Gravação do Ano. 
Comercialmente, a faixa obteve um desempenho positivo, liderando as tabelas da África do Sul, Austrália, Canadá, Escócia, Finlândia e Irlanda, e listando-se nas dez melhores na maioria dos territórios onde entrou. Nos Estados Unidos, a obra estreou na 18.ª ocupação da Billboard Hot 100 e em sua terceira semana alcançou o número um, sucedendo "Shake It Off" e tornando Swift a primeira artista feminina a substituir si mesma no posto, além de culimar no topo de outas componentes da mesma revista. Também foi certificada oito vezes com disco de platina pela Recording Industry Association of America (RIAA), e até julho de 2019, havia vendido mais de 4 milhões de cópias no país. Ao redor do mundo, a International Federation of the Phonographic Industry (IFPI) divulgou que o single foi o oitavo mais vendido de 2015, com mais de 9 milhões de unidades vendidas.
O vídeo musical correspondente foi dirigido por Joseph Kahn e filmado em setembro de 2014 em Long Island, Nova Iorque. Lançado em 12 de novembro, o trabalho retrata Swift como uma mulher ciumenta que age erraticamente ao suspeitar da infidelidade do seu namorado. Recebeu análises favoráveis de críticos musicais, indicando como um dos melhores da artista. Acionamente, a gravação venceu duas estatuetas dos MTV Video Music Awards de 2015 e foi incluída na lista dos melhores videoclipes de todos os tempos pela Rolling Stone. A intérprete apresentou "Blank Space" ao vivo em diversos programas televisivos durante a divulgação de 1989, bem como em festivais, vindo a incluí-la no repertório de suas turnês The 1989 World Tour (2015), Reputation Stadium Tour (2018) e The Eras Tour (2023). Além disso, foi regravada por artistas como Ryan Adams e a banda Imagine Dragons.

## Antecedentes e desenvolvimento
Em outubro de 2013, Swift revelou para a Associated Press que as sessões de composição para seu quinto álbum de estúdio já estavam durando seis meses e, no mês seguinte, durante os bastidores dos Prêmios American Music, ela declarou à revista Billboard: "Já temos muito [material]. Há provavelmente sete ou oito [músicas] que eu sei que vou querer no álbum. Estou muito à frente do meu cronograma. Estou eufórica porque já evoluiu pra uma nova sonoridade, e era tudo o que eu queria. Eu teria levado dois anos pra que isso acontecesse, mas simplesmente aconteceu naturalmente, então isso era tudo o que eu podia almejar". Em fevereiro de 2014, a artista confirmou que estava novamente trabalhando com os produtores suecos Max Martin e Shellback, com os quais colaborou anteriormente na elaboração de três faixas de Red (2012). Para a produção desse disco, ela inspirou-se bastante no cenário musical dos anos 1980, principalmente "no quão ousadas essas músicas eram e como aquele período era um período de infinitas possibilidades". Lançado em novembro, o quinto álbum de estúdio da artista, 1989, marca a sua introdução total a música pop e a partida dos estilos country característicos de seus discos anteriores.
Tendo sido conhecida, até então, como a "Queridinha da América" graças à uma imagem saudável e distante de grandes controvérsias, Swift viu sua reputação ser manchada devido aos numerosos relacionamentos amorosos em que se envolveu, com uma série de celebridades de alto nível. O jornal The New York Times avaliou, em 2013, que o seu "histórico de namoros [tinha] começado a agitar o que parecia ser o início de uma reação negativa", questionando se a artista estava no meio de uma crise do quarto trimestre de vida. O Tampa Bay Times observou que até o lançamento de 1989, a vida amorosa de Swift tornou-se um interesse fixo dos tablóides e ofuscou sua musicalidade. A artista não gostou de perceber sua imagem na mídia como uma "namoradora em série", sentindo que isso prejudicava seu trabalho profissional, e tornou-se reticente em discutir assuntos pessoais em público. O escrutínio dos tablóides sobre a imagem dela a levou a escrever canções satíricas a esse respeito, além de seus tradicionais temas românticos. Em uma entrevista à Billboard, a musicista detalhou o desenvolvimento de "Blank Space", uma das faixas desenvolvidas durante esse processo, a qual definiu como a que se divertiu mais "escrevendo que qualquer outra música já escrita antes". Ela completou dizendo:
Com o tempo, passei a reunir esboços de letras, piadas e possíveis respostas no Twitter às críticas e piadas que as pessoas fizeram às minhas custas. Quando finalmente criei a base e o refrão da música, simplesmente examinei a lista [de contatos] no meu telefone e, um por um, inseri-os na canção. Foi a primeira vez que usei a composição como um mecanismo humorístico para lidar com uma representação excessivamente dura de mim na mídia, mas não seria a última".

"Blank Space" foi gravada em 2014 nos estúdios MXM Studios em Estocolmo, e Conway Studios em Los Angeles, Califórnia. O processo de gravação foi coordenado por Michael Ilbert no primeiro estúdio e por Sam Holland no segundo, com assistência de Cory Bice. A mixagem ficou a cargo de Serban Ghenea e foi realizada no estúdio MixStar Studios em Virginia Beach, Virgínia, com sua engenharia sendo feita por John Hanes. Tom Coyne masterizou a obra no Sterling Sound em Nova Iorque. Swift em conjunto com Max Martin e Shellback, compuseram a faixa, que foi produzida pelos dois últimos mencionados.

## Estrutura musical
Com duração de três minutos e cinquenta e um segundos (3:51), "Blank Space" foi co-escrito e produzido por Max Martin e Shellback. Musicalmente, é uma faixa electropop cuja estrutura musical implementa minimamente batidas influenciadas pelo hip hop. Sua instrumentação é formada por sintetizadores, dedilhados de guitarra e vocais de apoio em camadas. De acordo com a partitura publicada no Musicnotes.com pela Sony/ATV Music Publishing, "Blank Space" é ajustado em um compasso de 4/4, com um metrônomo de 96 batidas por minuto. É composto no tom de fá maior e segue uma progressão harmônica baseada em fá maior—ré menor—si♭maior—si♭maior durante os versos e muda o terceiro acorde para um de sol menor durante os refrões e o quarto para um de dó maior durante a ponte; os vocais da cantora abrangem um registro de lá3 a dó5. Martin e Shellback empregaram uma produção esparsa para a canção, já que Swift queria que a música enfatizasse a letra e os vocais. No refrão, ela canta em seu registro mais agudo e a produção cresce com bateria programada mais rápida. Alguns críticos compararam a sua produção mínima com faixas da cantora neozelandesa Lorde, especificamente com seu álbum Pure Heroine (2013). "Blank Space" segue a estrutura de música verso-refrão. Andrew Unterberger, da Spin, observou que, assim como no resto de 1989, a canção abraça a autenticidade da música pop dos anos 1980 ao mesmo tempo que incorpora um toque moderno. Corey Baesley, da PopMatters, pensou que a sua produção mínima pode "parecer simples e fácil, mas é tudo menos a última a ser criada", e a chamou de "pop profissional com qualidade".
Em entrevista à revista GQ em 2015, a cantora afirmou imaginar "Blank Space" como uma auto-referência satírica à sua imagem na mídia como "uma garota louca, entretanto, sedutora, glamourosa e manipuladora". Na obra, ela interpreta uma personagem que tem plena consciência de sua reputação de mulher que passa rapidamente de um relacionamento para outro. Ela canta sobre a emoção da perseguição, convidando um amante em potencial para se juntar a ela no jogo do amor. Porém, como sugere o refrão da música, ela tem plena consciência de que as coisas podem não correr bem – que ela pode acabar cometendo um erro mais uma vez. Apesar da fachada confiante da personagem, os versos de "Blank Space" revelam um lado mais sombrio dela. Ela é possessiva, manipuladora e vingativa, pronta para destruir qualquer homem que a contrarie. Ela canta sobre gravar nomes em árvores, tirar selfies com uma faca e derramar vinho "vermelho-sangue" em uma tampa branca. Embora essas letras possam parecer destinadas a serem levadas a sério, elas são na verdade uma satirização da tendência da mídia de retratar Swift como uma ex-namorada maluca, bem como as mulheres de uma forma geral. No refrão: "Tenho uma longa lista de ex-namorados / Eles te dirão que sou maluca / Mas restou um espaço em branco, querido", são seguidos por um breve silêncio e, em seguida, um som de clique de caneta retrátil antecipa Swift proferindo: "E vou escrever seu nome nele". Após o lançamento da música, a linha; "Tenho uma longa lista de ex-namorados" foi bastante comparada por parte do público com o trecho "Todos os amantes solitários da Starbucks", o que gerou discussões na Internet, incluindo uma resposta da própria Starbucks no lançamento da canção.
Swift disse à NME em 2015, que quando "Blank Space" foi lançada notou que "metade das pessoas entenderam como uma piada, e a outra metade realmente pensava que ela era de fato uma psicopata". Piet Levy, do Milwaukee Journal Sentinel, escreveu que a faixa é sobre a intérprete assumir a responsabilidade por um relacionamento fracassado e Aimee Cliff, da Fact, pensou que se tratava da promiscuidade de Swift, em uma perspectiva "romântica e excitante". Foi descrita, por Baesley, como "provavelmente a melhor da carreira de Swift". Em retrospecto, Richard He, da Billboard, afirmou que em "Blank Space" a intérprete não só faz piada de si mesma como também ridiculariza as fofocas nos tablóides ao seu respeito. Em publicações contemporâneas, jornalistas comentaram que a obra representava uma visão alegre sobre relacionamentos fracassados e afastamento do romance idealizado nos álbuns anteriores dela. Outros escreveram que ela zombou de sua imagem e do discurso da mídia em torno de sua fama, o que mais tarde serviu de base para seu sexto álbum de estúdio Reputation (2017), em que ela explora suas experiências públicas e as fofocas da mídia.

## Lançamento
Após o lançamento de "Shake It Off", a Big Machine e a Republic Records confirmaram para a Billboard que "Blank Space" seria divulgado como o segundo foco de promoção de 1989. A obra foi enviada para as estações de rádio do segmento rhythmic crossover e Hot AC em 10 de novembro de 2014. No dia seguinte, foi liberada para emissoras mainstream. A Universal enviou a obra para as rádios italianas em 12 de dezembro de 2014. Também foi lançado, em 2 de janeiro de 2015, um CD single exclusivamente na Alemanha, que além de conter a sua edição em estúdio também apresenta o videoclipe da mesma. O download digital de "Blank Space" apresenta apenas a sua versão em estúdio.
Depois de assinar um novo contrato com a Republic Records em 2018, Swift começou a regravar seus primeiros seis álbuns de estúdio em novembro de 2020. A decisão ocorreu após uma disputa pública em 2019 entre a cantora e o executivo da indústria musical Scooter Braun, que adquiriu a Big Machine Records, incluindo os masters dos álbuns dela que a gravadora lançou. Ao regravar os álbuns, Swift tinha propriedade total dos novos masters, o que lhe permitiu controlar o licenciamento de suas músicas para uso comercial e, portanto, substituiu os masters de propriedade da Big Machine. A regravação de "Blank Space", com o subtítulo "Taylor's Version", foi lançada como parte da regravação de 1989, 1989 (Taylor's Version), em 27 de outubro de 2023. A cantora produziu "Blank Space (Taylor's Version)" com Christopher Rowe, que produziu suas regravações anteriores. A faixa foi projetada por Derek Garten no Prime Recording Studio em Nashville, Tennessee; mixado por Ghenea no MixStar Studios em Virginia Beach, Virgínia; e masterizado por Randy Merrill na Sterling Sound em Edgewater, Nova Jersey. Rowe e Sam Holland gravaram os vocais de Swift no Conway Recording Studios em Los Angeles e no Kitty Committee Studio em Nova Iorque.

## Recepção

### Crítica profissional
"Blank Space" recebeu aclamação por parte da crítica especializada. Shane Kimberline, do musicOMH, chamou "Blank Space" de uma das melhores músicas de 1989. Para Corey Baesley, do PopMatters, a obra era "facilmente uma candidata à melhor música pop de 2014". Sydney Gore, da The 405 considerou-a o destaque do álbum, e Aimee Cliff, da revista Fact, classificou-a como uma das "canções mais divertidas até agora" de Swift por retratar a sua vida amorosa de uma maneira grandiosa. Ludovic Hunter, do Financial Times , sentiu que a artista "canta com brilho" em "Blank Space". Braulio Lorentz, do site brasileiro G1, adejetivou-lhe de "sensacional". No portal It Pop, Guilherme Tintel avaliou que a obra é dotada de uma "fórmula bem radiofônica" e a nomeou "um dos destaques do disco". O jornalista Robert Leedham, do Drowned in Sound, escreveu que a cantora teve sucesso em experimentar novos estilos musicais em 1989, escolhendo especificamente "Blank Space" como exemplo. Thiago Nolla, colunista da página CinePOP, apreciou a sua sonoridade e sentiu que ela era uma das cinco primeiras faixas onde o disco "crescia". A crítica do The Observer, Kitty Empire, escolheu "Blank Space" como um exemplo que mostrava a maturidade musical e lírica da intérprete, chamando-a de "uma música pop completa com um material rodante intrigantemente esquelético". Escrevendo para o Los Angeles Times, Mikael Wood selecionou-a como uma das melhores canções do álbum por causa da habilidade de composição da artista. O crítico do The New York Times, Jon Caramanica prezou a obra por mostrar "Swift em seu auge" e que "serve para afirmar seu poder e sua afetação". Ao analisar 1989, o portal mexicano Jenesaispop citou-a como um dos exemplos que "sugerem que a cantora estava estudando de cor o repertório de Katy Perry para compor este álbum". Andy Gill, do britânico The Independent, ficou menos entusiasmado, descrevendo-a como um "clichê rebelde corporativo [sic]".

'Blank Space' é uma candidata instantânea à melhor música de Swift de todos os tempos, superando por pouco "State of Grace" e "You Belong With Me" (E qualquer que seja sua música favorita dela, é claro). 'Blank Space' soa como um cruzamento entre Lorde e Wilson Phillips, o que é outra maneira de dizer que só poderia ter sido sonhada por Swift e sua equipe de produção sueca. O arranjo é minimalista, mas a música está arrebentando com melodia e ganchos. E embora esse tipo de faixa de apoio esquelética esteja na moda agora, ela é perfeitamente realizada aqui. Se ela tivesse a incluído como algo de Speak Now (2010) ou Red (2012), pareceria um pouco deslocado ou pesado demais".

—Análise feita por Mateus Perpétua, roteirista da BuzzFeed.
As análises retrospectivas de "Blank Space" foram positivas. Alexis Petridis, do jornal The Guardian em 2019, declarou que era o melhor single que Swift havia lançado, elogiando seu sucesso em transformar a imagem dela de cantora country em estrela pop graças à sua melodia "sem esforço" e letras espirituosas. O editor da Rolling Stone, Rob Sheffield avaliou: "Cada segundo de 'Blank Space' é perfeito". Jornalistas da Paste, em 2020, descreveu a música como "notavelmente bem feita, contagiantemente cativante e legitimamente engraçada", e a nomeou a melhor música de 1989. Selja Rankin, escrevendo para a revista Entertainment Weekly, também elegeu-a a melhor faixa do álbum, elogiando as letras exageradas e seu som pop cativante dos anos 1980. A The Recording Academy em 2023 escolheu "Blank Space" como uma das 13 canções essenciais de Swift que representavam suas composições e musicalidade.
Os críticos analisaram de forma dispar a regravação de "Blank Space" em 1989 (Taylor's Version) (2023). Canon Pham, do The Stanford Daily, notou que a nova versão apresenta "um ritmo notavelmente mais lento que o original, embora isso pareça refletir a nova maturidade e calma de Swift". Peyton Rohr, do jornal The DePauw, a citou como uma das "músicas que apresentavam fortes performances vocais de Swift, bem como um som melhor e instrumentais mais fortes, em oposição às suas contrapartes de 2014". Resenhando para o The Miami Student, Gabby Benedict notou que "segue esta tendência de vocais e instrumentais de maior qualidade em comparação com a primeira gravação". Chris Richards, do The Washington Post, opinou que, nele, ela "canta em um tom desajeitado". Adam White, do The Independent, observou que a "maneira crua" que ela interpretou a obra original, aqui, não está presente. Marcello Almeida, do portal Teoria Cultural, discordou, dizendo que "pode causar uma certa estranheza nas primeiras audições, mas a magia da voz de Taylor está lá impregnada em cada nova batida acrescentada à faixa". A equipe do Sputnikmusic não apreciou a nova versão da obra, expressando que este era um ponto que tornava a regravação de 1989 inferior à original. Por fim, expressou que "a releitura comprime seu instrumental de apoio tenso como uma navalha alguns incrementos fatais menos do que o original, obstruindo o ímpeto da performance vocal de Swift para um efeito um tanto desanimador como tal".

### Reconhecimento
A Rolling Stone classificou "Blank Space" em sexto lugar em sua lista das melhores músicas de 2014, a nomeando "o ponto alto de 1989", enquanto expressa que "ao inventar seu próprio som, algo entre Beyoncé e os Pet Shop Boys, ela cria uma obra que emite "tanto elegância quanto vingança". Ao compilar as 100 melhores canções da década de 2010, a mesma publicação enumerou-o na 73º ocupação, escrevendo: "O som de uma estrela pop assumindo o controle de sua imagem da maneira mais cativante possível. Swift transforma representações dela como uma megalomaníaca louca por garotos em um hino pop arrebatador [...] 'Blank Space' foi como o culminar de todos os meus melhores [lançamentos], um após o outro". Em 2023, a revista considerou-a a 357.ª canção entre as 500 melhores de todos os tempos, argumentando que "tornou-se um imenso destaque até para Taylor em seu bem sucedido 1989". Para a Time esta é a nona entre as dez melhores músicas de 2014, avaliando que a cantora "nunca soou tão brincalhona ou autoconsciente" quanto nessa obra, em que apresenta "uma estrutura para riffs sobre sua personalidade pública como devoradora de homens e, ao mesmo tempo, conta uma história que parece intimamente identificável". Ocupou a mesma posição na lista criada pela Billboard, das dez melhores do ano, com sua equipe de editores opinando: "Depois de anos escrevendo canções mordazes sobre seus ex-namorados, Swift jogou todos os comentários ácidos do público que sugere — "Talvez ELA que é o problema" —, em um liquidificador e serviu um smoothie autoconsciente como segundo single de 1989".
Reunindo as 100 melhores músicas da década de 2010, a revista Uproxx colocou "Blank Space" no número 72 e o adjetivou de "inteligente, engraçada e saudosa, os pontos fortes de Swift estão todos presentes em uma música que tem um apelo mais amplo do que qualquer outra em seu catálogo". A Billboard a nomeou uma das 100 "músicas que definiram" o período, com a editora Katie Atkinson escrevendo que o single consolidou a narrativa autobiográfica e marca registrada de Swift enquanto "estabelecia o padrão para uma nova estrela pop autoconsciente" ao zombar de sua imagem percebida. A Slant Magazine, colocou no 15º em seu catálogo de cem faixas, sendo prezado como uma "joia pop deslumbrante na qual a cantora destruiu sua própria reputação anos antes de fazer um álbum inteiro sobre isso". Ao ranquear as 200 melhores faixas de Swift, o portal Vulture o colocou na terceira posição, com a editora Nate Jones notando que a obra consegue com proeza satirizar a "imagem de devoradora de homens" da intérprete "ao mesmo tempo em que demonstra exatamente o que a torna tão atraente". Foi eleita a oitava entre as suas 43 melhores, pelo jornal O Estadão, que a descreveu como "uma das melhores músicas pop lançadas neste século. Cativante, mas não enjoativa. Uma sátira inteligente e divertida sobre como a mídia americana costumava retratar a cantora".
Além do reconhecimento da mídia, "Blank Space" também foi nomeado a diversas premiações pelo globo. Em 2015, a faixa venceu o troféu de Canção do Ano na 43.ª edição dos American Music Awards. Recebeu uma indicação para Trabalho Internacional do Ano nos APRA Awards na Austrália. No BMI Awards de 2016, foi uma das canções premiadas que ajudou Swift a ganhar a honra de Compositor do Ano. Na 58.ª cerimônia dos Grammy Awards, "Blank Space" foi indicada em três categorias — Gravação do Ano, Canção do Ano e Melhor Performance Pop Solo —, porém não angariou nenhuma.

## Videoclipe

### Desenvolvimento e lançamento

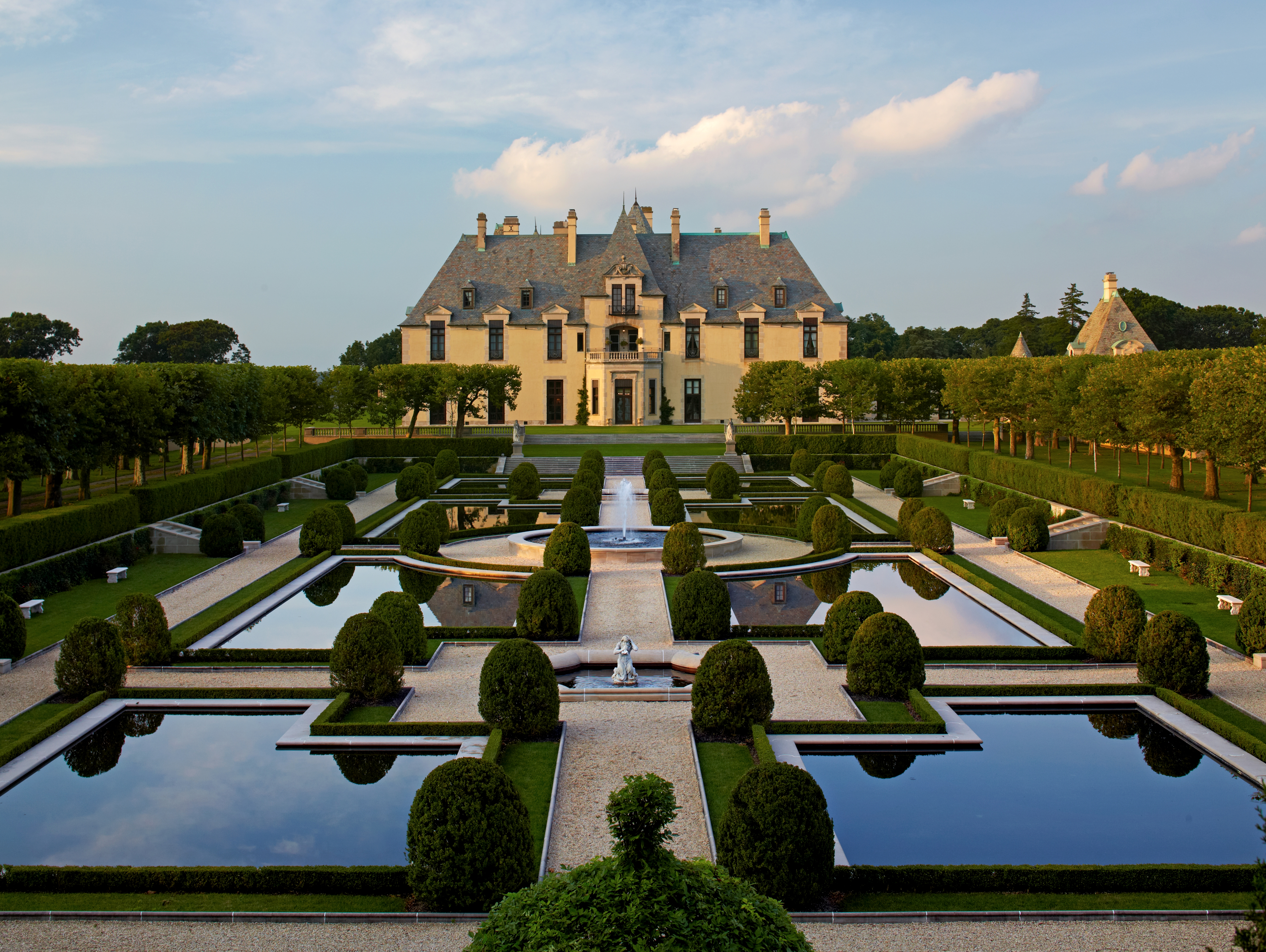
Vista externa do Castelo Oheka, em West Hills, Nova Iorque, local onde o vídeo foi filmado.

Joseph Kahn dirigiu o videoclipe de "Blank Space". Swift abordou Kahn com a ideia da temática, desejando que o vídeo retratasse sua auto-depreciação como uma "vilã louca" semelhante à letra. De acordo com Kahn, a cantora imaginou "Blank Space" como "um vídeo abordando esse conceito de, se ela tem tantos garotos terminando com ela, talvez o problema não seja o garoto, talvez o problema seja ela". A fotografia ocorreu em dois locais em Long Island: a filmagem principal ocorreu no Oheka Castle, com algumas cenas adicionais filmadas em Woolworth Estate. O vídeo apresenta várias cenas do interior do local, incluindo a sala de jantar. O modelo Sean O'Pry foi selecionado para interpretar o par romântico da cantora na produção. Em entrevista a revista Vanity Fair, ele detalhou como chegou o convite para participar da produção; "Lembro que [minha empresária] me ligou. Acho que tinha acabado de sair da aula de atuação e ela disse: 'Você tem um convite de participar de um videoclipe da Taylor Swift', e eu disse: 'OK, confirme'. Ela disse: 'Não, eles têm que confirmar você'". O'Pry não conheceu a artista até a gravação do vídeo, e sabia pouco sobre sua música, embora já tivesse ouvido falar da mesma. Para o vídeo, retratos realistas de O'Pry e outros modelos masculinos foram criados pelos artistas plásticos Jessie Bearden e David Phendler, conforme revelou Weinhoff; "Encontramos ótimas molduras vintage [provenientes da casa de acessórios Eclectic Encore] — e então trabalhamos com Taylor para encontrar as maneiras certas de destruí-las". Sua filmagem discorreu durante três dias em setembro de 2014; A cantora foi minuciosa na escolha dos conceitos e imagens. Kahn falou, para Mashable, sobre sua experiência de trabalho com ela: "Quando você tem uma artista querendo testar sua imagem, é sempre um ótimo território para se estar." Ele se inspirou no filme Laranja Mecânica (1971), de Stanley Kubrick, para o estilo de enquadramento simétrico do vídeo, chamando-o de "uma maneira muito engraçada de abordar um vídeo pop".
De acordo com a designer de produção, Marla Weinhoff, embora algumas partes do vídeo tenham sido possíveis graças ao uso de imagens geradas por computador, os cavalos e veados utilizados eram reais; "Todos os animais foram trazidos ao local, incluindo o cervo!. Trabalhamos com os treinadores de animais e também com um representante da associação humanitária e tivemos que preparar as superfícies adequadamente para a segurança do animal e também para proteção do local". Swift planejou estrear o vídeo no Good Morning America em 11 de novembro de 2014, mas o Yahoo! vazou-o acidentalmente um dia antes. Ela o publicou em sua conta no Vevo logo após o vazamento. O aplicativo interativo American Express Unstaged: Taylor Swift Experience, apresentando a versão em vídeo 360°° de "Blank Space", foi lançado simultaneamente. O usuário poderia optar por seguir Swift e seu interesse amoroso ao longo do enredo linear ou sair do enredo para explorar outros cômodos da mansão e encontrar easter eggs interativos, como as fotos da infância da cantora. O aplicativo estava disponível gratuitamente em lojas de aplicativos móveis. Kahn explicou para a Rolling Stone que o aplicativo foi criado pensando em "super-fãs" que queriam “se sentir ainda mais próximos de Swift".

### Conceito e sinopse

Capturas em ecrã de quatro momentos do vídeo musical de "Blank Space".

O videoclipe começa com a câmera seguindo um carro esporte prateado, modelo Shelby AC Cobra, dirigido pelo personagem masculino (interpretado pelo modelo Sean O'Pry) até uma casa que parece um castelo. A cena então muda para uma de Swift sentada em sua cama, vestida uma camisola preta, e aparentemente tomando café da manhã na cama com seu gato nos braços. Essas duas imagens enfatizam a atitude presunçosa e de alta manutenção que é exibida através da aparência externa do homem e da cantora. Enquanto continua a cantar, ela interage com o homem de maneiras que revelam ações lúdicas e semelhantes a jogos. No início, Swift canta "Você parece meu próximo erro. O amor é um jogo. Quero jogar?" esta linha compara diretamente o amor a um jogo. Ao comparar o amor a isto, ela sugere que muitos jovens não levam os relacionamentos a sério e apenas 'amam' pelas atrações físicas ou para se conformarem às pressões da sociedade.
Ela e seu parceiro andam de bicicleta pela casa enquanto riem e aproveitam o tempo que passam juntos. Esta ação é incomum para aqueles que não conseguem vivenciar a extrema riqueza retratada nas configurações do vídeo. Portanto, Swift parece viver uma fantasia ao longo do filme, retratando expectativas irrealistas em um relacionamento. Após esta cena singular de alegria, o clima volta para a maldade, que é retratada através do traje preto da cantora e do homem enquanto eles caminham para fora. Quando ambos estão separados, o traje preto aumenta o desconforto que as pressões sociais impõem aos jovens. Enquanto caminham com força, três cães pretos e de aparência feroz caminham ao lado deles, presos na coleira. No entanto, a câmera registra uma cena em que Swift corre para o ar livre em um vestido floral e arejado enquanto o homem a persegue romanticamente. Essa cena revela que ambos os indivíduos acreditam estar fantasiando o relacionamento para retratar o casal feliz, porém irreal, que a sociedade pressiona as pessoas a alcançar.
Depois de passearem a cavalo, fazem um piquenique no jardim. Ela apoia a cabeça nas pernas e há muitos pratos cheios de doces ao seu redor. Swift come um formato de coração, que é um presente típico do Dia dos Namorados. Porém, logo após essa interação aparentemente alegre, surge o problema, causado pela ingenuidade de um jovem mais o círculo vicioso do amor. Ela vê seu namorado mandando mensagens de texto para outra garota em seu telefone durante o piquenique. Esta ação a enfurece e provoca uma intensa discussão entre os dois que provoca a dolorosa destruição de seu relacionamento. Depois de chorar e experimentar um colapso emocional, a cantora esfaqueia um bolo, fazendo com que sangue falso esguiche e ela joga um vaso de flores no namorado; Com raiva, ele joga o celular na água e destrói suas roupas. Ela repetidamente martela o carro dele com um taco de golfe e destrói a pintura que criou do homem.
Essas ações fazem com que o público se preocupe com a estabilidade mental dela e sugere que ela definiu seu valor neste homem tão profundamente que esqueceu sua verdadeira identidade. Uma reação exagerada como esta sugere e apoia que as mulheres que são mais confiantes em si mesmas estão "em melhor posição para exigir qualidades de companheiro mais elevadas do que as que possuem um valor autopercebido mais baixo". Isto revela que devido às pressões da sociedade, a jovem optou por estar num relacionamento pouco saudável devido à sua falta de confiança. O rapaz foge da mansão, acelerando dentro do veículo. A sequência final do videoclipe é muito semelhante à de abertura. A câmera mostra um novo pretendente em um carro vermelho entrando na propriedade da cantora. Isso mostra ao público que é um ciclo repetitivo em seus relacionamentos; assim que um termina outro começa. A última cena utiliza o mesmo ângulo de câmera e localização da primeira cena.

### Recepção
"Primeiro, Taylor está destruindo literal e metaforicamente a indústria automotiva. Isso se refere ao seu desejo evidente de desenvolver energia movida a ciclos, mencionado anteriormente. Também envia uma mensagem dura e inignorável de que ela está destruindo o imperialismo americano, pois o que é um carro senão um símbolo do poder americano?. Ela está literalmente a levar um porrete ao sistema que a criou [...] O golfe, então, torna-se um símbolo para todo o complexo industrial do entretenimento, numa mensagem que é ao mesmo tempo dura e, ouso dizer, inignorável."

—Michael Hann analisando a cena em que a artista quebra o carro de seu parceiro com um taco de golfe.
Após seu lançamento, os meios de comunicação compararam a narrativa do videoclipe de "Blank Space" com a de Gone Girl, no sentido de que, tanto Swift quanto a protagonista do filme, "[tiram] o brilho romântico que elas deram a todos os seus relacionamentos no passado". No Los Angeles Times, Randall Roberts opinou a cantora teve uma atuação "digna de um Oscar". A Billboard elogiou a qualidade cinematográfica e a estética da gravação, e achou divertido o retrato autorreferencial de Swift, que serviu como a "cereja no bolo cheio de sangue". A colunista do The Guardian, Jessica Valenti, elogiou a representação da imagem percebida da cantora e apelidou a obra de "um devaneio feminista", onde "as caricaturas estreitas e sexistas ligadas às mulheres são representadas para nossa diversão, com todo o seu ridículo em exibição". Gibson Johns, do jornal The Michigan Daily, elogiou Kahn, dizendo que ele "sabe como fazer videoclipes espetaculares para estrelas pop que buscam causar um impacto duradouro, que é exatamente o que Swift precisava fazer aqui". Ele sentiu que a obra serviu como o homerun para ela e prezou as cenas em que a mesma aparece desconpensada, dizendo que embora ela já tenha tentado algo simiar antes em "I Knew You Were Trouble", não soou "tão convincente ou divertido". Gustavo Hackaq, do portal brasileiro It Pop, também prezou o trabalho do diretor por seus "jogos de câmera certeiros" e "enquadramentos fenomenais". Concluindo que "com "Blank Space", Swift conseguiu aliar um vídeo técnica e esteticamente impecável com um conceito divertidíssimo para a música e sua vida, afinal, ela tem uma longa lista de ex-amores e todos eles dirão que ela é insana, e ela brinca com essa "fama" da melhor forma possível, rendendo um dos melhores clipes de 2014 e que elevou o nível da música às alturas".
Comentando sobre o vazamento do vídeo pelo Yahoo, e a sua sequente retirada do ar, Tim Stack, da Entertainment Weekly, considerou o fato o "melhor exemplo de como Swift é hábil em controlar o que divulga". Na opinião de Tom Breihan, da Stereogum, o clipe de "Blank Space" é uma "grande melhoria" em comparação ao do single anterior, "Shake It Off" que considerou "um lixo quando visto de praticamente todos os ângulos imagináveis". Pedro Vicente, editor do The Sydney Morning Herald, também impressionou-se com o trabalho e comentou que seu "resultado final tem um nível refrescante de autoparódia que não se pode imaginar vindo de outras grandes estrelas do momento". Forrest Wickman, da Slate, chamou-o de "o Gone Girl dos videoclipes" e, adicionou que, nele ela pega a caricatura de que é uma vadia psicopata, mistura e vira contra seus inimigos". O USA Today, em 2017, o nomeou de o melhor videoclipe de Swift e o chamou de "pura forma de 'arte'". A Spin também o classificou como o melhor vídeo que a cantora já fez até agora, elogiando a combinação de estética glamorosa e a representação hilariante de sua reputação. A Entertainment Weekly, em 2020, definiu o clipe como o melhor entre o de todos os singles de 1989, descrevendo-o como "o único que pode ser sinceramente descrito como 'Kubrickian'". Em 2015, a obra venceu o prêmio de Melhor Vídeo Pop e Melhor Vídeo Feminino nos MTV Video Music Awards e recebeu uma indicação para Melhor Vídeo Feminino Internacional nos MTV Video Music Awards Japan. O aplicativo American Express Unstaged: Taylor Swift Experience ganhou o troféu de Programa Interativo Original na 67.ª cerimônia dos Primetime Creative Arts Emmy Awards. A Rolling Stone colocou-o em 67.º lugar entre os 100 melhores videoclipes de todos os tempos, notando que a artista "se divertiu com os comentários sobre sua vida amorosa e sua imagem obcecada pelo amor", tudo isso, "com uma piscadela para seus fãs e detratores".

## Apresentações ao vivo e regravações

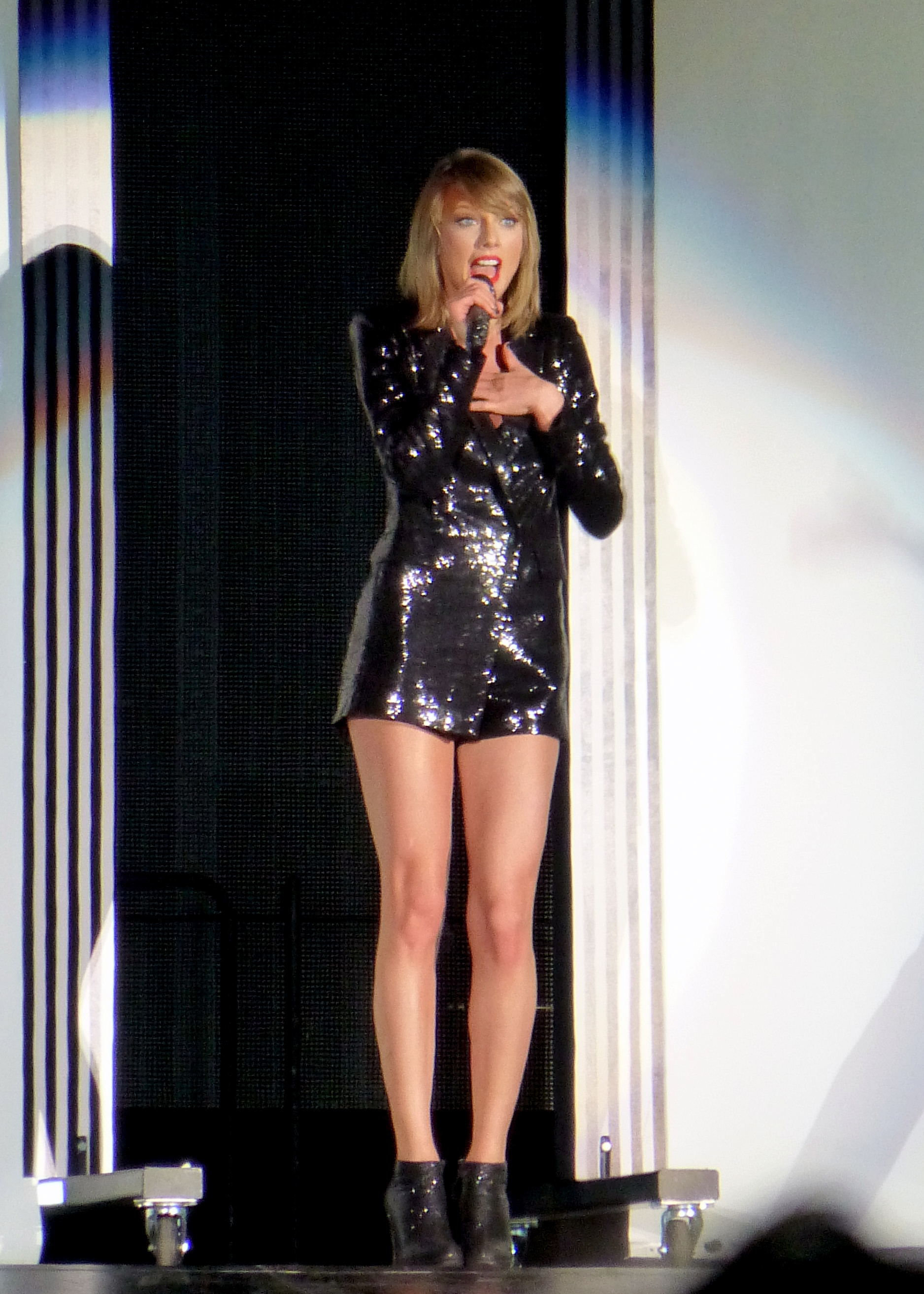
Swift cantando "Blank Space" durante a 1989 World Tour.

Swift cantou "Blank Space" durante a "Sessão Secreta de 1989", transmitida ao vivo pelo Yahoo! e iHeartRadio, em 27 de outubro de 2014. Ela veio a executá-lo na televisão pela primeira vez nos American Music Awards de 2014, onde recriou a narrativa do videoclipe, agindo como uma mulher psicopata que age de forma irregular com seu namorado. A música foi novamente tocada no programa The Voice, em 25 de novembro, e nos eventos Victoria's Secret Fashion Show, realizado em 2 de dezembro, e Jingle Bell Ball, da Capital FM, em Londres, transmitido em 5 do mesmo mês. Em 25 de fevereiro do ano seguinte, Swift abriu a 35.ª edição dos Brit Awards com uma versão de "Blank Space". No início da apresentação, ela cantou em frente a um fundo branco exibindo a silhueta de seus dançarinos. Em 9 de setembro de 2019, a obra foi executada no show único City of Lover em Paris, França. Outra performance da faixa ocorreu no concerto beneficente We Can Survive, em 19 de outubro do mesmo ano, em Los Angeles. Nos American Music Awards, onde Swift foi homenageada como Artista da Década, ela cantou "Blank Space" como parte de uma mistura de seus sucessos. Ainda no mesmo ano, a artista deu voz ao tema no Jingle Bell Ball, da Capital FM, em Londres, e no Jingle Bal, da iHeartRadio Z100, na cidade de Nova Iorque.
"Blank Space" fez parte do setlist de três turnês de Swift — The 1989 World (2015), The Reputation Stadium (2018) e The Eras (2023). Na primeira citada, a obra é executada após "Welcome to New York"; então, a artista, usando um macacão preto de mangas compridas completamente brilhoso, a executa antes de explodir em um clímax de chamada e resposta, onde ela bate um taco de golfe contra uma bengala de laca preta enquanto grita o nome da cidade onde o show está sendo realizado. Já na segunda, a música foi interpretada por Swift após um momento do show em que ela andava no meio da plateia como uma maneira de dar aos fãs o que ela podia de si mesma. No segmento, a cantora trajava um vestido vermelho de chiffon com fenda. Já na última, Swift cantou o tema vestindo um pequeno top e saia, enquanto seus dançarinos vestiam roupas em preto e branco.

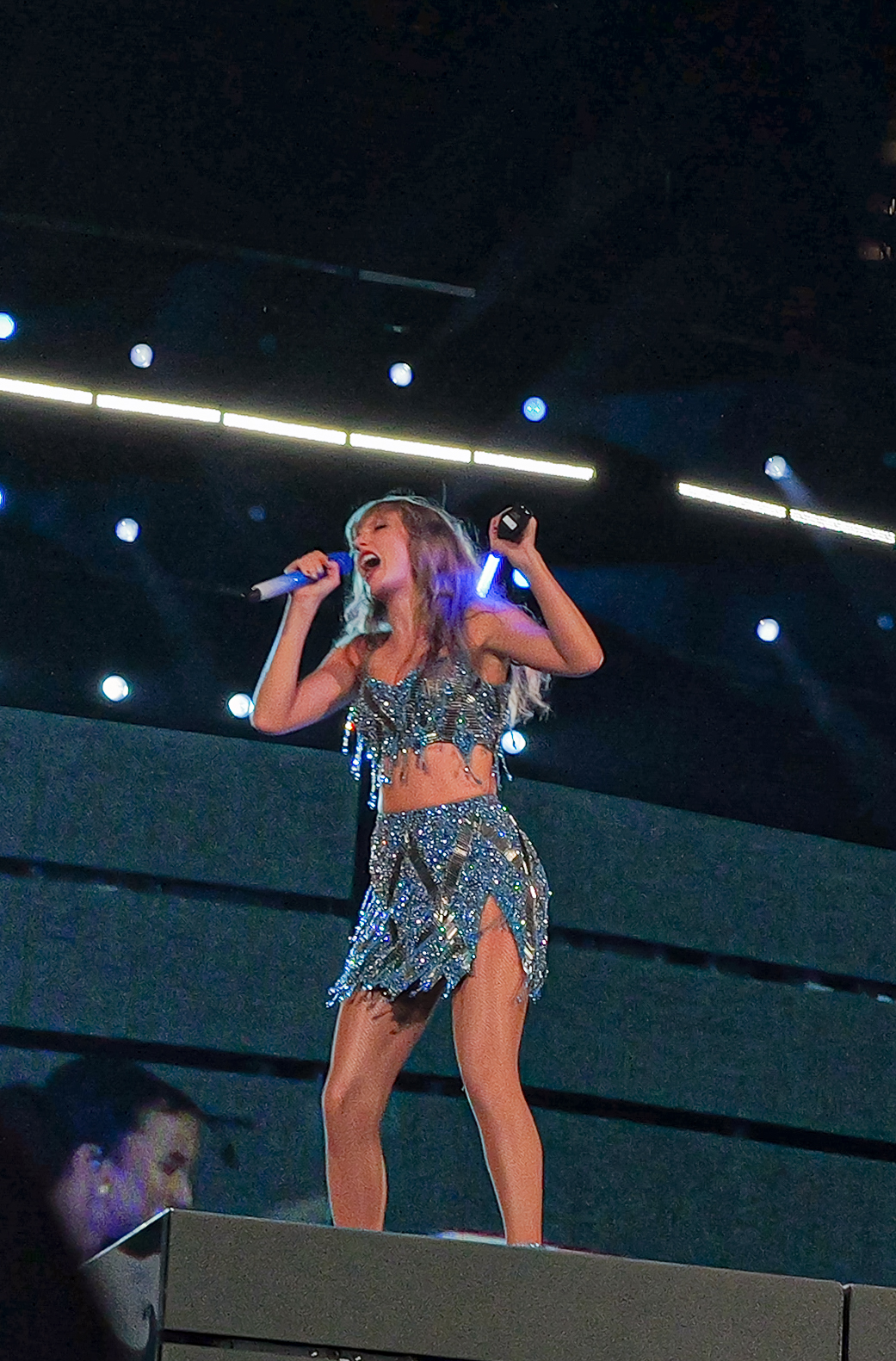
Swift interpretando "Blank Space" na The Eras Tour (2023).

Após a estreia da música no American Music Awards de 2014, o rapper Pitbull publicou um remix, com seu verso de rap, no SoundCloud, em 15 de dezembro. O coletivo de música retrô Postmodern Jukebox executou-a em uma versão retrabalhada em sonoridade inspirada na década de 1940. De igual forma, a banda Imagine Dragons regravou-a em uma versão mais lenta, interpolada com "Stand by Me", de Ben E. King, no BBC Radio 1 em fevereiro de 2015. I Prevail, outra banda de rock, lançou uma regravação pós-hardcore de "Blank Space" como seu single de estreia em dezembro de 2014. Em termos comerciais, alcançou o número nove na Billboard Hot Rock Songs e o noventa na Billboard Hot 100, e uma certificação de platina foi emitida pela Recording Industry Association of America (RIAA), reconhecendo vendas de um milhão de unidades equivalentes. Em entrevista ao Chicago Tribune, o vocalista Brian Burkheiser explicou que antes da regravação viralizar e ganhar apoio entre o público da cantora, eles não conseguiam se sustentar unicamente com seu trabalho musical e tinham que trabalhar em empregos comuns e ensaiar em um depósito.
Durante um show realizado em Toronto em 26 de julho, a cantora Kelly Clarkson interpretou a faixa. O cantor Ryan Adams deu voz ao tema para o seu álbum em que regrava faixa por faixa de 1989, lançado em setembro de 2015. Em sua versão, Adams incorporou instrumentos de cordas acústicas, contrastando com a produção eletrônica do original. O cantor Father John Misty lançou sua versão da música no estilo da banda de rock Velvet Underground em 2015. Esta é uma reinterpretação da versão de Adams e é construído sobre a melodia da música "I'm Waiting for the Man". No mesmo ano, a atriz brasileira Sophia Abrahão realizou uma versão acústica do mesmo como parte de seu projeto FS Studio Sessions. Uma regravação do tema em ritmo de pagode, foi realizada pelo grupo Versão Brasileira; tornou-se um viral de redes sociais e ultrapassou um milhão de visualizações no TikTok em uma semana. Em 18 de setembro, outro vídeo viralizou na internet; nele, um grupo de jovens dançavam ao som da canção. O momento aconteceu na Pedra do Sal, um dos pontos turísticos do Rio de Janeiro.

## Alinhamento de faixas e formatos
| Download digital |               |         |  |
| N.º              | Título        | Duração |  |
| 1.               | "Blank Space" | 3:51    |  |

| CD single alemão |                            |         |  |
| N.º              | Título                     | Duração |  |
| 1.               | "Blank Space"              | 3:51    |  |
| 2.               | "Blank Space" (videoclipe) | 4:33    |  |

## Créditos
Todo o processo de elaboração de "Blank Space" atribui os seguintes créditos:
Gravação e publicação
- Gravada nos MXM Studios (Estocolmo) e Conway Recording (Los Angeles)
- Mixada nos MixStar Studios (Virginia Beach, Virginia)
- Masterizada nos Sterling Sound (Nova Iorque)
- Publicada pelas empresas Sony/ATV Tree Publishing/Taylor Swift Music (BMI), MXM — administrada pela Kobalt Songs Music Publishing

Equipe
- Taylor Swift: composição, vocalista principal, vocalista de apoio, gritos
- Max Martin: composição, produção, teclados, programação
- Shellback: composição, produção, guitarra acústica, baixo, teclados, percussão, programação, sons (gritos e passos)
- Michael Ilbert: gravação
- Sam Holland: gravação
- Cory Bice: assistência de gravação
- Serban Ghenea: mixagem
- John Hanes: engenharia de mixagem
- Tom Coyne: masterização

## Desempenho comercial
Duas semanas antes de seu lançamento como single de 1989, "Blank Space" entrou em várias paradas musicais. Nos Estados Unidas, em sua primeira semana, após o lançamento do álbum, 155 mil descagas digitais legais do tema foram registradas, ocasionando sua estreia no topo da Digital Songs. Com isso, marcou o nono tema de Swift nessa posição e a tornou o quarta artista com maior quantidade, empatada com Eminem e superada por Katy Perry com dez e Rihanna com treze. Swift também teve o maior número de estreias em primeiro lugar na contagem, superando a última cantora citada que detinha oito. Por outro lado, "Blank Space" estreou na 18.ª ocupação da Billboard Hot 100 de onde, posteriormente, subiu cinco posições. Uma semana antes de seu lançamento também ficou em segundo lugar na Digital Songs e na 23ª posição da Radio Songs. Após seu lançamento oficial, e de seu videoclipe, a obra começou a subir nas paradas e entrar em outras pela primeira vez. Na Billboard Hot 100, estreou oficialmente como single, em 29 de novembro de 2014, ocupando a posição máxima; sendo, assim, a terceira música da cantora a alcançar este posto. À medida que a canção substituiu sua antecessora, "Shake It Off", tornou Swift a primeira artista feminina na história da parada a substituir a si mesma no primeiro lugar, bem como a única a liderá-la com duas faixas distintas em 2014. Da mesma forma, 1989 se tornou o único álbum do ano a ter dois singles no topo naquele ano. A música, ainda, liderou as paradas Streaming Songs e Digital Songs. Essas conquistas foram potencializadas pela estreia de seu videoclipe, que a levou a receber 19 milhões e 200 mil streams na região, e pelas 328 mil descagas digitais vendidas. Também subiu para o número 9 na Radio Songs, convertendo-se numa das três músicas desde 2006 que conseguiram alcançar o top 10 da tabela em duas semanas ou menos.

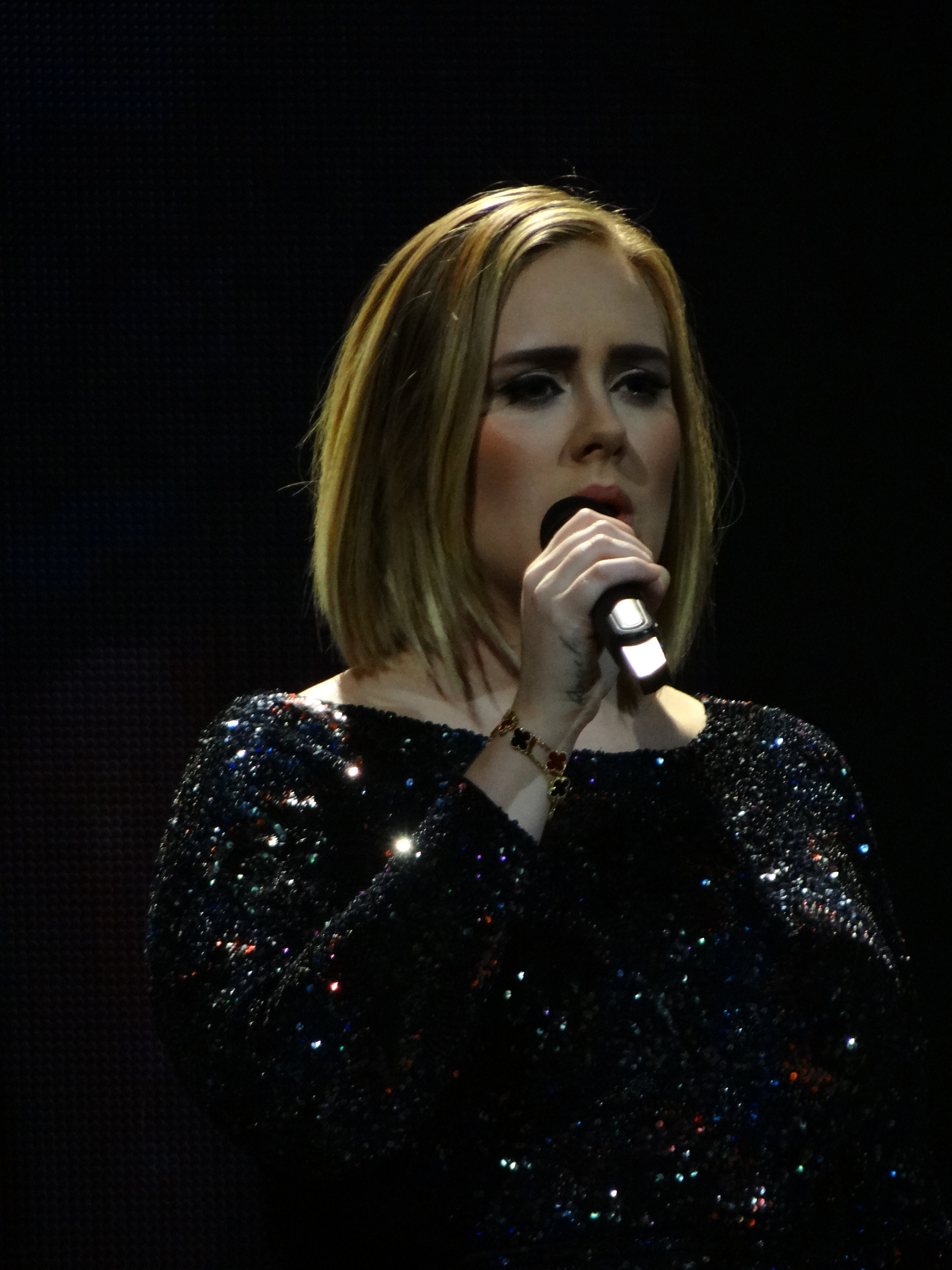
Globamente, "Blank Space" foi a segunda música de uma artista feminina mais adquirida em 2015, atrás apenas de "Hello", de Adele, que vendeu 12 milhões no período.

A canção permaneceu em primeiro lugar na Billboard Hot 100 por sete semanas consecutivas, tornando-se o reinado mais longo de Swift, superando seus singles anteriores, "We Are Never Ever Getting Back Together" (2012) e "Shake It Off", que estiveram no posto por três e quatro semanas respectivamente. Também ajudou a estabelecer um recorde pelo período mais longo em que o primeiro lugar no gráfico foi ocupado apenas por canções de artistas femininas. Na edição datada em 17 de janeiro de 2015, foi empurrado para a vice-liderança por "Uptown Funk!", de Mark Ronson e Bruno Mars. Até maio de 2015, "Blank Space" já havia comercializado 3 milhões e 980 mil réplicas no país. A Recording Industry Association of America (RIAA) reconheceu 8 milhões de unidades adquiridas com a emissão de oito certificados de platina. Experimentou um sucesso semelhante no Canadá, onde culminou na Canadian Albums Chart por uma semana e foi qualificado como platina quádrupla pela Music Canada ao serem avaliadas vendas de 320 mil cópias. Já na região latina da América, entrou nas paradas do Brasil, México e Venezuela, onde teve como melhor colocação a 59.ª, a 2.ª e a 75.ª, respectivamente.
Na Oceania, estreou na 26.ª colocação na Nova Zelândia. Em sua terceira semana, a música saltou do número 33 para o quatro, convertendo-se na sexta faixa de Swift entre os cinco primeiros na nação. Veio a debutar no número vinte na Austrália, antes de mover-se para o cume em 22 de novembro. Foi certificado com treze platinas, representando 910 mil cópias comercializadas, na Austrália, pela Australian Recording Industry Association (ARIA) e platina quádrupla, pelas 120 mil vendas, na Nova Zelândia, pela Recorded Music NZ (RMNZ). No Reino Unido, "Blank Space" estreou na posição 99, em 8 de novembro de 2014, após o lançamento de 1989. Depois que foi lançada como o segundo single do disco, voltou a entrar na UK Singles Chart no número 11, progredindo para o top dez na semana seguinte; tornando-se o sétimo tema da cantora a alcançar o feito. Por fim, "Blank Space" alcançou a quarta ocupação e ficou entre os dez primeiros por 10 semanas. Estimasse que mais de 650 mil cópias foram adquiridas no país, até novembro de 2015. Desde então, a British Phonographic Industry (BPI) reconheceu-o com três certificações de platina pela adquirição de mais de um milhão de unidades em território britânico. Ao redor da Europa, a composição, ainda, atingiu a liderança na Escócia e na Islândia, e a segunda posição na Eslováquia, Grécia e Polônia. Mundialmente, a International Federation of the Phonographic Industry (IFPI) divulgou que o single foi o oitavo mais vendido de 2015, com mais de 9 milhões de unidades vendidas.
| País — Tabela musical (2014—15)       | Melhor posição |
| ------------------------------------- | -------------- |
| África do Sul (EMA)                   | 1              |
| Alemanha (GfK Entertainment Charts)   | 9              |
| Austrália (ARIA Charts)               | 1              |
| Áustria (Ö3 Austria Top 40)           | 6              |
| Bélgica (Ultratop 50 de Flandres)     | 13             |
| Bélgica (Ultratop 40 da Valônia)      | 26             |
| Brasil (Hot 100 Airplay)              | 59             |
| Bulgária (BAMP)                       | 3              |
| Canadá (Canadian Hot 100)             | 1              |
| Croácia (HDU)                         | 3              |
| Escócia (OCC)                         | 1              |
| Eslováquia (IFPI Slovenská Republika) | 2              |
| Espanha (Spain Digital Song Sales)    | 4              |
| Espanha (PROMUSICAE)                  | 3              |
| Estados Unidos (Adult Contemporary)   | 1              |
| Estados Unidos (Adult Top 40)         | 1              |
| Estados Unidos (Billboard 100)        | 1              |
| Estados Unidos (Dance Club Songs)     | 23             |
| Estados Unidos (Digital Songs)        | 1              |
| Estados Unidos (Latin Airplay)        | 48             |
| Estados Unidos (Mainstream Top 40)    | 1              |
| Estados Unidos (Radio Songs)          | 1              |
| Estados Unidos (Rhythmic Songs)       | 14             |
| Estados Unidos (Streaming Songs)      | 1              |
| Europa (Euro Digital Songs)           | 1              |
| Filipinas (Myx Hit Chart)             | 1              |
| Filipinas (Myx International Top 20)  | 1              |
| Finlândia (IFPI Finlândia)            | 1              |
| França (SNEP)                         | 27             |
| Grécia (Greece Digital Songs)         | 2              |
| Hungria (Single Top 40)               | 7              |
| Irlanda (IRMA)                        | 4              |
| Islândia (Íslenski Listinn Topp 40)   | 1              |
| Israel (Media Forest)                 | 4              |
| Itália (FIMI)                         | 89             |
| Itália (Italy Digital Songs)          | 10             |
| Japão (Japan Hot 100)                 | 45             |
| Líbano (Lebanese Top 20)              | 5              |
| Luxemburgo (Luxembourg Digital Songs) | 4              |
| México (Mexico Airplay)               | 2              |
| México (Mexico Inglés Airplay)        | 2              |
| Nova Zelândia (Recorded Music NZ)     | 2              |
| Países Baixos (Dutch Top 40)          | 17             |
| Países Baixos (Single Top 100)        | 3              |
| Polônia (ZPAV)                        | 2              |
| Portugal (Portugal Digital Songs)     | 5              |
| Reino Unido (UK Singles Chart)        | 4              |
| República Checa (Rádio Top 100)       | 4              |
| Suíça (Schweizer Hitparade)           | 12             |
| Suíça (Schweizer Digital Songs)       | 9              |
| Venezuela (Record Report)             | 2              |

| País — Tabela musical (2010–19)    | Posição |
| ---------------------------------- | ------- |
| Austrália (ARIA Charts)            | 84      |
| Estados Unidos (Billboard Hot 100) | 65      |

| País — Tabela musical (1958-2015)  | Posição |
| ---------------------------------- | ------- |
| Estados Unidos (Billboard Hot 100) | 387     |
| Estados Unidos (Mainstream Top 40) | 90      |

| País — Tabela musical (2014)            | Posição |
| --------------------------------------- | ------- |
| Austrália (ARIA Charts)                 | 28      |
| Hungria (Single Top 40)                 | 92      |
| Nova Zelândia (Recorded Music NZ)       | 27      |
| Reino Unido (UK Singles Chart)          | 64      |
| País — Tabela musical (2015)            | Posição |
| Alemanha (GfK Entertainment Charts)     | 80      |
| Austrália (ARIA Charts)                 | 55      |
| Áustria (Ö3 Austria Top 40)             | 58      |
| Bélgica (Ultratop 50 de Flandres)       | 73      |
| Bélgica (Ultratop 40 da Valônia)        | 84      |
| Brasil (Crowley Broadcast Analysis)     | 97      |
| Canadá (Canadian Hot 100)               | 6       |
| Eslováquia (SloTop50)                   | 15      |
| Estados Unidos (Adult Pop Songs)        | 9       |
| Estados Unidos (Adult Contemporary)     | 5       |
| Estados Unidos (Billboard Hot 100)      | 7       |
| Estados Unidos (Mainstream Top 40)      | 6       |
| Estados Unidos (Dance/Mix Show Airplay) | 21      |
| França (SNEP)                           | 173     |
| Hungria (Single Top 40)                 | 58      |
| Países Baixos (Dutch Top 40)            | 83      |
| Países Baixos (Single Top 100)          | 76      |
| Polônia (ZPAV)                          | 33      |
| Reino Unido (UK Singles Chart)          | 67      |
| Suíça (Schweizer Hitparade)             | 67      |
| País — Tabela musical (2016)            | Posição |
| Brasil (Hot 100 Airplay)                | 74      |
| País — Tabela musical (2023)            | Posição |
| Mundo (Billboard Global 200)            | 67      |

| Região | Certificação | Vendas     |
| --- | ------------ | ---------- |
| Alemanha (BVMI) | Ouro         | 200 000‡   |
| Austrália (ARIA) | 13× Platina  | 910 000‡   |
| Brasil (Pro-Música Brasil) | 4× Diamante  | 1 000 000‡ |
| Canadá (Music Canada) | 4× Platina   | 320 000‡   |
| Dinamarca (IFPI Dinamarca) | Platina      | 90 000^    |
| Estados Unidos (RIAA) | 8× Platina   | 8 000 000‡ |
| Itália (FIMI) | Platina      | 50 000‡    |
| Japão (RIAJ) | Ouro         | 100 000*   |
| México (AMPROFON) | Ouro         | 30 000^    |
| Noruega (IFPI Noruega) | Platina      | 60 000‡    |
| Nova Zelândia (RIANZ) | 4× Platina   | 140 000*   |
| Polônia (ZPAV) | 4× Platina   | 200 000*   |
| Portugal (AFP) | 2× Platina   | 40 000‡    |
| Reino Unido (BPI) | 3× Platina   | 1 800 000‡ |
| Suíça (IFPI Suíça) | Ouro         | 15 000^    |
| *números de vendas baseados somente na certificação ^distribuições baseadas apenas na certificação ‡vendas+valores de streaming baseados somente na certificação |              |            |

## Histórico de lançamento
A Republic Records em parceria com Swift anunciou ao final de outubro de 2014 que "Blank Space" seria o segundo single de 1989, após "Shake It Off". A canção foi lançada nas rádios rhythmic contemporary em 10 de novembro de 2014, e no dia seguinte na hot adult contemporary e contemporary hit radio.
| País           | Data                   | Formato                      | Gravadora(s)         |
| -------------- | ---------------------- | ---------------------------- | -------------------- |
| Estados Unidos | 10 de novembro de 2014 | Rádios rhythmic contemporary | Big Machine Republic |
| Estados Unidos | 11 de novembro de 2014 | Rádios mainstream            | Big Machine Republic |
| Estados Unidos | 11 de novembro de 2014 | Rádios HAC                   | Big Machine Republic |
| Itália         | 12 de dezembro de 2014 | Airplay de rádios            | Universal            |
| Alemanha       | 2 de janeiro de 2015   | CD single                    | Universal            |